# Union City (Oklahoma)
Pour les articles homonymes, voir Union City.
Union City est une petite municipalité du comté de Canadian dans l'État de l'Oklahoma aux États-Unis. Elle est l'une des banlieues de la région métropolitaine d'Oklahoma City. Sa population était de 1 375 personnes lors du recensement de 2000 et la ville couvre 153,3 km2 pour une densité de neuf personnes par km2.

## Démographie
Selon le recensement de 2000, il y a 483 ménages à Union City dont 377 familles dans 520 unités d'habitation (8,8 habitations km2). La population compte 91,49 % de caucasiens, 1,75 % d'afro-américains, 2,98 % amérindiens, 0,07 % d'asiatique, 0,15 % de personnes provenant des îles du Pacifique, 0,65 % d'autres origines et 2,91 % d'habitants de races mélangées. Les hispaniques et les latino-américains forment 2,33 % de la population.
Parmi les ménages, il y en a 36,9 % qui ont des enfants de moins de 18 ans vivant sous leur toit. Les ménages sont à 65,0% des couples mariés, 8,1 % sont des femmes monoparentales et 21,9 % des célibataires (18 %) ou des colocataires. Le ménage moyen est 2,68 personnes et la famille moyenne de 3,05 personnes. En ville, la répartition selon l'âge est 30,8 % de moins de 18 ans, 8,5 % entre 18 et 24 ans, 26,9 % de 25 à 44, 24,9 % de 45 à 64 et 8,9 % de 65 ans et plus ce qui donne un âge médian de 35 ans. Il y a 118,6 hommes pour 100 femmes en général et 104,7 homme adulte pour chaque 100 femmes adultes.
Le revenu médian des ménages est de 40 819 $US et celui pour une famille est 47 417 $US. Les hommes font 33 646 $US et les femmes 22 039 $US. Environ 7,4 % des familles et 8,3 % de la population générale vivent sous le seuil de pauvreté, dont 9,1 % de ceux qui ont moins de 18 ans et 9,5 % des gens âgés de plus de 64 ans.
Union City a sa propre commission scolaire qui gère une école primaire et une école secondaire.

## Événement historique
Le 24 mai 1973, une tornade frappa Union City. Le radar expérimental de Norman (Oklahoma), situé dans la même région, put noter l'évolution de la rotation de l'air dans le nuage en même temps qu'une équipe de chasseurs d'orages du National Severe Storms Laboratory le suivait sur le terrain. C'était la première fois que les chercheurs pouvaient comparer les données visuelles du film pris durant l'événement aux données de vitesse dans l'orage durant toute la vie de la tornade,. Les données recueillies permirent de trouver la signature tornadique de rotation et son évolution depuis les niveaux moyens du nuage vers le sol.